# Вовкулака (видавництво)
Вовкулака (англ. Vovkulaka) — українське незалежне видавництво коміксів та графічних романів. Засноване у 2017 році. У 2018 році отримало офіційну реєстрацію як видавництво України.
У 2019 році видавництво створило імпринт авторських коміксів для дитячої аудиторії — Мавка.

## Концепція видавництва
Діяльність видавництва «Вовкулака» орієнтована на дорослого та свідомого читача. За жанром комікси, які виходять під лейблом «Вовкулаки», це здебільшого фантастичні історії, містика та фентезі. Видавництво розвиває одночасно два напрямки — видання творів українських авторів і коміксів за ліцензіями американських та європейських видавництв.
Філософія видавництва полягає в кількох аспектах:
- Створенні максимально якісного продукту як по контенту, так і за якістю видання
- Просування українських авторів на вітчизняному і на міжнародному коміксовому культурному просторі
- Видання відомої світової класики коміксів та нових гідних уваги творів із всього світу українською мовою

## Комікси видавництва

### Україномовні комікси в оригіналі
Першою оригінальною українською комікс-серією видавництва став комікс «Серед овець» у 2017 році за авторством українського художника Олександра Корешкова. Всього Корешков планує зробити 6 випусків у цій серії
У 2018—2021 роках почали виходити також такі оригінальні українські комікс-серії та one-shot комікси як «Шмаркачі» (Автор ідеї: Руслан Самарик, художник: Володимир Поворозник), «Двері Агари» (Сценарій, малюнок та колір Настя Бистрова), «ШЛЯХ А-16» (Сценарій: Богдан Солов'ян, малюнок та колір: Микита Губський, Аксу Рейхан), «Залізна Голова» (Сценарій, малюнок та колір Максим Удинський) «Кобзар» (Сценарій: Ілля Бакута, малюнок та колір: Ілля Бакута, Денис Борисюк), «Пітмен» (Сценарій, малюнок та колір: Єгор Ключник). Також на початку 2022-го вийшов друком «Кур'єр» О.Корешкова — окремий пригодницький комікс.
Деякі заплановані та анонсовані серії були пізніше скасовані через різні причини, серед них: «Банда» (Сценарій, малюнок та колір: Антон Петрусевіч), «Відлюдники» (Сценарій: Володимир Кузнєцов, малюнок та колір: Катерина Пархоменко) та «Тиша» (Сценарій, малюнок та колір: Олександр Корешков).

### Україномовні комікси в перекладі
Першим перекладеним українською коміксом-серією видавництва у 2018 році став комікс за ліцензією американського видавництва Dark Horse Comics «Відьмак: Дім зі скла» (англ. The Witcher: House of Glass), що входить у відому франшизу Відьмак, яка заснована на романах Анджея Сапковського. У 2019 році вийшов другий том цієї серії «Відьмак: Лисячі Діти» (англ. «The Witcher: Fox Children»).
У 2019 році у видавництві вийшли українські переклади ще двох франшиз Dark Horse. Так у 2019 році з'явилися українські переклади Геллбой. Колекційне видання. Том 1 (англ. Hellboy: Library edition. Vol.1), що входить у відому франшизу Геллбой від американського автора Майка Міньйоли про червоного демона що живе серед людей та Чорний Молот. Книга 1 (англ. Black Hammer: Secret origin. Vol.1).
У 2021 році у видавництві Vovkulaka також розпочався вихід українських перекладів культового коміксу Алана Мура та Кевіна О'Ніла «Ліга Видатних Джентльменів. Книга 1» (англ. The League of Extraordinary Gentlemen. Vol.1) за ліцензією американського видавництва America's Best Comics .